# Saxofridericia petiolata
Saxofridericia petiolata är en gräsväxtart som beskrevs av Bassett Maguire. Saxofridericia petiolata ingår i släktet Saxofridericia och familjen Rapateaceae. Inga underarter finns listade i Catalogue of Life.